# Magic (Bruce Springsteen)
Magic è il quindicesimo album in studio del cantautore statunitense Bruce Springsteen, pubblicato il 2 ottobre 2007 dalla CBS Records.

## Storia
È il suo primo album con la E Street Band da The Rising, uscito nel 2002.
In questo disco si affrontano le tematiche che da sempre hanno interessato l'autore: la speranza in una terra e nei suoi sogni (Long Walk Home), il richiamo urlato ad un'America sonnolenta e appiattita (Radio Nowhere), l'"illusionismo" di certi predicatori (Magic) o la spensieratezza di un'immagine (Girls in Their Summer Clothes).

## Tracce
1. Radio Nowhere – 3:19
2. You'll Be Comin' Down – 3:46
3. Livin' in the Future – 3:56
4. Your Own Worst Enemy – 3:19
5. Gypsy Biker – 4:32
6. Girls in Their Summer Clothes – 4:20
7. I'll Work for Your Love – 3:35
8. Magic – 2:46
9. Last to Die – 4:17
10. Long Walk Home – 4:35
11. Devil's Arcade – 5:06

Traccia bonus
1. Terry's Song – 4:11

## Formazione
- Bruce Springsteen – voce, chitarra, armonica a bocca
- Nils Lofgren – chitarra
- Steven Van Zandt – chitarra
- Garry Tallent – basso
- Roy Bittan – tastiera
- Danny Federici – tastiera
- Max Weinberg – batteria
- Patti Scialfa – cori
- Soozie Tyrell – violino
- Clarence Clemons – sassofono

## Classifiche

### Classifiche settimanali
| Classifica (2007)        | Posizione massima |
| ------------------------ | ----------------- |
| Australia                | 2                 |
| Austria                  | 1                 |
| Belgio (Fiandre)         | 3                 |
| Belgio (Vallonia)        | 11                |
| Canada                   | 1                 |
| Danimarca                | 1                 |
| Europa                   | 1                 |
| Finlandia                | 4                 |
| Francia                  | 3                 |
| Germania                 | 3                 |
| Giappone                 | 14                |
| Irlanda                  | 1                 |
| Italia                   | 1                 |
| Norvegia                 | 1                 |
| Nuova Zelanda            | 2                 |
| Paesi Bassi              | 2                 |
| Polonia                  | 13                |
| Portogallo               | 12                |
| Regno Unito              | 1                 |
| Regno Unito (download)   | 2                 |
| Regno Unito (physical)   | 1                 |
| Repubblica Ceca          | 11                |
| Scozia                   | 1                 |
| Spagna                   | 1                 |
| Stati Uniti              | 1                 |
| Stati Uniti (internet)   | 1                 |
| Stati Uniti (digital)    | 1                 |
| Stati Uniti (rock)       | 1                 |
| Stati Uniti (tastemaker) | 1                 |
| Svezia                   | 1                 |
| Svizzera                 | 4                 |
| Ungheria                 | 9                 |

### Classifiche di fine anno
| Classifica (2007)  | Posizione |
| ------------------ | --------- |
| Australia          | 75        |
| Austria            | 55        |
| Belgio (Fiandre)   | 56        |
| Europa             | 17        |
| Finlandia          | 41        |
| Francia            | 113       |
| Germania           | 57        |
| Irlanda            | 18        |
| Italia             | 29        |
| Paesi Bassi        | 34        |
| Regno Unito        | 77        |
| Spagna             | 20        |
| Stati Uniti        | 72        |
| Stati Uniti (rock) | 11        |
| Svezia             | 3         |
| Svizzera           | 42        |